# Xenerpestes
Genre
Le genre Xenerpestes regroupe deux espèces de passereaux d'Amérique du Sud appartenant à la famille des Furnariidae.

## Liste des espèces
D'après la classification de référence du Congrès ornithologique international (ordre phylogénique) :
- Queue-grise des feuilles — Xenerpestes minlosi
- Queue-grise d'Équateur — Xenerpestes singularis